# Ďáblův sluha
Ďáblův sluha (v anglickém originále Reaper) je americký komediálně-dramatický televizní seriál, jehož autorkami jsou Michele Fazekas a Tara Butters. Premiérově byl vysílán v letech 2007–2009 na stanici The CW. Celkově bylo natočeno 31 dílů ve dvou řadách.

## Příběh
Sam Oliver je mladík žijící se svými rodiči v oblasti Seattlu. Kromě své neperspektivní práce se poflakuje a hraje videohry. V den svých 21. narozenin se dozví, že jeho rodiče slíbili za vyléčení dřívější otcovy vážné nemoci svého prvorozeného syna Ďáblovi. Jeho osudem je tak sloužit Satanovi a být jeho nájemným lovcem, který hledá duše, jež unikly z Pekla.

## Obsazení
- Bret Harrison jako Sam Oliver
- Tyler Labine jako Bert „Sock“ Wysocki
- Missy Peregrym jako Andi Prendergastová
- Rick Gonzalez jako Ben Gonzalez
- Valarie Rae Miller jako Josie Millerová
- Donavon Stinson jako Ted Gallagher
- Andrew Airlie jako John Oliver
- Ray Wise jako Ďábel

## Vysílání
| Řada | Díly | Premiéra v USA | Premiéra v USA  | Premiéra v ČR     | Premiéra v ČR     |
| Řada | Díly | První díl      | Poslední díl    | První díl         | Poslední díl      |
| ---- | ---- | -------------- | --------------- | ----------------- | ----------------- |
| 1    | 18   | 25. září 2007  | 20. května 2008 | 18. března 2008   | 1. listopadu 2008 |
| 2    | 13   | 3. března 2009 | 26. května 2009 | 7. listopadu 2009 | 19. prosince 2009 |